# Караоба (курганы)
Караоба (каз. Қараоба) — комплекс курганов на территории Жангалинского района Западно-Казахстанской области. Расположены в 6 км к северо-востоку от села Жангала (районного центра), в местности, именуемой Жас-аул.
Курганы Караоба исследовались в 1950 году археологической экспедицией Саратовского государственного университета под руководством И. В. Синицына, в 1953 году — Западно-Казахстанской археологической экспедицией под руководством Т. Н. Сенигова. Комплекс состоит из 30 курганов диаметром от 10 до 80 м, высотой от 0,5 до 2 м. Во время раскопок обнаружены захоронения с бревенчатым покрытием. Среди найденных предметов — кинжалы, сабли, подпруги, трёхгранные ножи и плоские наконечники стрел, фрагменты бронзовых зеркал, веретено из кости, стеклянные бусы, глиняная посуда и т. д. Датировка 17 могильников на основании найденных предметов отнесена к скифо-сарматской эпохе. В двух захоронениях эпохи ранних кочевников обнаружены посуда из кожи, железный нож, подпруга, бронзовое зеркало с деревянной ручкой, бусы из агата, ожерелье из кораллов, головка веретена.